# Die Falschspielerin
Die Falschspielerin (Originaltitel: The Lady Eve) ist eine US-amerikanische Filmkomödie des Regisseurs Preston Sturges im Stil der Screwball-Comedy aus dem Jahr 1941. Das Drehbuch basiert auf einer Erzählung von Monckton Hoffe. Die Erstaufführung in Deutschland fand am 6. September 1949 statt.

## Handlung
Jean Harrington ist eine attraktive Betrügerin. Zusammen mit ihrem Vater, Colonel Harrington, und dessen Partner Gerald will sie an Bord eines Passagierdampfers den reichen Naivling Charles Pike ausnehmen. Charles ist der Erbe eines millionenschweren Brauerei-Imperiums. Er ist schüchtern, interessiert sich für Schlangen und ist gerade von einer einjährigen Amazonas-Expedition zurückgekommen. Vom ersten Moment ist Charles verliebt in Jean, nichtsahnend, dass es sich bei ihr um eine Betrügerin handelt. Charles’ Leibdiener Muggsy schöpft jedoch bald Verdacht gegen Jean und stellt eigene Untersuchungen über ihre Herkunft an.
Die Pläne der Betrüger scheinen zunächst aufzugehen, doch dann fühlt sich Jean dummerweise zu Charles hingezogen. Sie versucht, ihn vor ihrem betrügerischen Vater, einem professionellen Falschspieler, abzuschirmen. Jean beschließt auch, Charles zu enthüllen, dass sie in Wahrheit eine Falschspielerin ist. Charles schmiedet bereits Hochzeitspläne, doch dann kommt Muggsy hinter das Geheimnis von Jean und ihrem Vater. Charles wendet sich enttäuscht von ihr ab, obwohl sie ihm ihre Liebe beteuert. Jean ist verärgert über Charles Reaktion und will sich nun nach Ankunft des Dampfers in New York City an dem Brauereierben rächen. Mit Hilfe einer Verkleidung trifft sie während einer Party wieder auf Charles, diesmal als „Lady Eve Sidwich“, die Nichte von Sir Alfred McGlennan Keith. Sir Alfred ist in Wahrheit ein weiterer Betrüger, der es auf die reichen Leute abgesehen hat. Charles bekommt von Sir Alfred die abenteuerliche Geschichte aufgetischt, dass Eve und Jean Halbschwestern sind, die nichts voneinander wissen.
Aus Rache will Jean Charles quälen. Charles’ Vater Horace ist von dem Charme der britischen Noblesse beeindruckt und bereit, die Hochzeit seines Sohnes mit der Lady auszurichten. Während Muggsy auch misstrauisch gegen Lady Eve wird, empfindet Charles alles nur noch als Chaos und weiß nicht mehr ein noch aus. Auf der Hochzeitsreise mit Charles entpuppt sich „Lady Eve“ als Schrecken, als sie ihrem Ehemann alle ihre zahllosen vorehelichen Affären genüsslich beichtet. Der geschockte Charles bricht die Hochzeitsreise ab, will sich scheiden lassen und begibt sich traurig auf einen Dampfer zu einer erneuten Amazonas-Expedition. Doch Jean gibt ihre Rache auf und betritt ebenfalls den Dampfer, diesmal nicht als Eve, sondern wieder als Jean. Ein reuiger Charles – der immer noch nicht verstanden hat, dass Eve und Jean dieselbe Person sind – schließt sie glücklich in die Arme.

## Hintergrund
Regisseur Preston Sturges war mehr als Drehbuchautor bekannt. Er war an mehr als 40 Filmen am Drehbuch beteiligt, während er 13 mal auf dem Regiestuhl Platz nahm. Die Falschspielerin war seine dritte Regiearbeit und zudem seine fünfte Zusammenarbeit mit Nebendarsteller William Demarest, der zu seinem Stammpersonal gehörte. Insgesamt drehten beide zusammen zehn Filme. Oscarprämierte Mitarbeiter am Set waren die Komponisten Leo Shuken und John Leipold (1940 zusammen geehrt) und der Kameramann Victor Milner (1935). Später zu Oscar-Ehren kamen Henry Fonda (1982), Charles Coburn (1944), Art-Director Hans Dreier (1946, zweimal 1951), Art-Director Ernst Fegté (1946), Kostüm-Designerin Edith Head (1950, zweimal 1951, 1952, 1954, 1955, 1961, 1974).
Paramount Pictures produzierte 1956 ein Remake des Films mit dem Titel Die falsche Eva (The Birds and the Bees) unter der Regie von Norman Taurog. Dabei wurde Preston Sturges als Co-Autor des Drehbuchs aufgeführt.
Der Philosoph Stanley Cavell analysiert den Film im ersten Kapitel seines Buchs Pursuits of Happiness. The Hollywood Remarriage Comedy (Cambridge, MA und London: Harvard UP 1981) als herausragendes Beispiel der „Remarriage-Komödie“.

## Drehorte und Drehzeit
- Los Angeles County Arboretum & Botanic Garden - 301 N. Baldwin Avenue, Arcadia, California, USA
- Paramount Studios - 5555 Melrose Avenue, Hollywood, Los Angeles, California, USA

Der Film wurde in der Zeit von 21. Oktober 1940 bis 5. Dezember 1940 gedreht.

## Kritiken
„Elegante, temporeiche Screwball-Komödie voller satirischer Anspielungen, in der vor allem Barbara Stanwyck in ihren emanzipatorischen Aktivitäten überzeugt“, urteilte das Lexikon des internationalen Films. Cinema merkte an, Die Falschspielerin sei „Ein Klassiker unter den Screwball-Comedys“. Rajko Burchardt schrieb auf filmzentrale.de: „The Lady Eve ist eine mutige, weil ganz und gar unkonventionelle ‚Comedy of Remarriage‘.“ Auch die Fernsehzeitschrift Prisma war voll des Lobes:

„Altmeister Preston Sturges inszenierte eine der brillantesten und schärfsten Screwball-Satiren, voller komischer Einfälle und haarsträubender Slapstickeinlagen. Das Werk zeichnet sich durch das Erzählexperiment aus, die Geschichte in der Mitte zu teilen und unter umgekehrten Vorzeichen ein zweites Mal von vorne beginnen zu lassen. Neben dieser virtuosen Dramaturgie lebt der Film vor allem vom Können seiner Darsteller: Barbara Stanwyck als Falschspielerin Jean, Henry Fonda in der Rolle des tölpelhaften ‚Hopfies‘ und Charles Coburn als Colonel Harrington loten die Doppelbödigkeiten ihrer Rollen aus.“

## Auszeichnungen
Bei der Oscarverleihung 1942 war der Film in der Kategorie Beste Originalgeschichte (Monckton Hoffe) für den Oscar nominiert. Im Jahr 1994 erfolgte die Aufnahme in das National Film Registry.

## Kinostarts
- USA: 21. März 1941 (Premiere: 26. Februar 1941 in New York)
- BRD: 6. September 1949
- Österreich: 16. September 1949[6]

## Synchronisation
Eine erste deutsche Synchronfassung entstand 1949 zur deutschen Kinopremiere unter der Leitung von Bruno Hartwich bei der Motion Picture Export Association. Im Jahr 1979 wurde im Bavaria Atelier GmbH München eine zweite Synchronisation für das Fernsehen realisiert.
| Rolle                               | Darsteller         | Synchronsprecher 1949 | Synchronsprecher 1979 |
| ----------------------------------- | ------------------ | --------------------- | --------------------- |
| Jean Harrington / Lady Eve Sandwich | Barbara Stanwyck   | Elisabeth Ried        | Karin Kernke          |
| Charles Pike                        | Henry Fonda        | O. E. Hasse           | Joachim Ansorge       |
| „Colonel“ Harry Harrington          | Charles Coburn     | Walther Suessenguth   | Curt Ackermann        |
| Mr. Horace Pike                     | Eugene Pallette    |                       | Günther Sauer         |
| „Muggsy“ Murgatroyd                 | William Demarest   |                       | Wolfgang Hess         |
| Sir Arthur McGlennan Keith          | Eric Blore         |                       | Horst Sachtleben      |
| Gerald, Harringtons Komplize        | Melville Cooper    |                       | Horst Naumann         |
| Burrows, Butler der Pikes           | Robert Greig       |                       | Benno Hoffmann        |
| Professor bei Expedition            | Reginald Sheffield |                       | Erich Ebert           |
| Barmann auf Schiff                  | Pat West           |                       | Walter Reichelt       |

## Trivia
- Emma, die Königsnatter befand sich gerade im Winterschlaf während des Drehs, schlief die ganze Zeit und häutete sich. Man muss nicht erwähnen, dass sie sehr unkooperativ war.
- Nach der Zusammenarbeit mit ihr in The Mad Miss Manton (1938), The Lady Eve (1941) und Du gehörst zu mir (1941) bezeichnete Henry Fonda Barbara Stanwyck immer als seine Lieblings-Hauptdarstellerin.
- Preston Sturges hat das Drehbuch speziell für Barbara Stanwyck geschrieben. Er hatte ihr einen großartigen Film versprochen, als er an einem früheren Film arbeitete.
- Da so viele Leute am Set waren, zog sich Preston Sturges exzentrisch an, um aufzufallen. Normalerweise trug er entweder eine bunte Baskenmütze oder einen Hut mit Feder. Das führte dazu, dass er als der am schlechtesten gekleidete Mann in Hollywood bezeichnet wurde.
- In den Drehpausen zogen sich Barbara Stanwyck und Henry Fonda nur selten in ihre Umkleidekabinen zurück. Stattdessen waren sie mit Preston Sturges zusammen, hörten seinen Geschichten zu, überprüften ihren Text und schrieben ihn oft um.
- 1939 beriet sich Preston Sturges mit dem Produzenten Albert Lewin über sein frühes Drehbuch. Dabei kritisierte Lewin unter anderem, dass die ersten zwei Drittel des Drehbuchs trotz der hohen Qualität der Witze umgeschrieben werden müssten. Lewin argumentierte, dass die Sequenzen, in denen Charles als übermäßig schlangenliebend dargestellt wurde, keinen Zweck erfüllten und rücksichtslos herausgeschnitten werden wollten. Sturges antwortete mit einem Brief, in dem er zustimmte, dass  die Sequenzen noch keine Verbindung zum Rest des Films hätten, aber er stand unerbittlich zu ihnen. Im darauf folgenden Brief ergab sich Lewin bedingungslos Sturges Urteil und fügte hinzu: „Folge deiner geistreichen Nase, mein Junge; sie wird dich und mich und Paramount zu den elysischen Weiden der populären Unterhaltung führen.“
- Das Buch, das Charles während seines ersten Abendessens an Bord des Schiffes liest, trägt den Titel „Are Snakes necessary?“(Sind Schlangen notwendig). Dies ist eine Parodie auf das Buch „Is Sex Necessary“ (Ist Sex notwendig?) von James Thurber und Elwyn Brooks White.
- Preston Sturges fasste seine Stars immer mit Samthandschuhen an, seinen Frust lebte er auf dem Rücken seiner Theatergruppe aus. Irgendwann während der Dreharbeiten, als er Henry Fonda und Barbara Stanwyck nicht dazu bringen konnte, eine Szene so zu lesen, wie er es wollte, ging er zu William Demarest, der nicht einmal in der Szene vorkam, und bellte: „Und rede nicht so verdammt schnell!“
- Henry Fonda brachte seine Tochter Jane Fonda aus Anlass ihres vierten Geburtstags mit zum Set und feierte mit ihr.
- Um eine leichte Atmosphäre am Set aufrechtzuerhalten, gestattete Preston Sturges Freunden, Pressevertretern und sogar der breiten Öffentlichkeit, seine Sets zu besuchen und ihn bei der Arbeit zu beobachten.
- Paramount war so zufrieden mit Preston Sturges’ ersten beiden Regiearbeiten und seiner Arbeit an diesem Film, dass das Studio ihm Ende 1940 einen lukrativeren Vertrag gab, der ihm 2.750 USD pro Woche für seine Arbeit als Autor und einen Bonus von 30.000 USD für jeden Film, in dem er Regie führte, einbrachte. Er verdiente 1940 mehr als 200.000 USD.
- Die Lady Eve (Die Falschspielerin) war der erste große Komödien-Hit sowohl für Barbara Stanwyck (die später im gleichen Jahr noch in „Wirbelwind der Liebe“  punkten sollte) als auch Henry Fonda, den man weiter hauptsächlich mit ernsten Rollen in Verbindung brachte.
- Freunde von Preston Sturges, die das Drehbuch gelesen hatten, versuchten, ihn zu überzeugen, die Zahl der Bauchlandungen Henry Fondas zu verringern und argumentierten, dass sie zu viel des Guten seien. Sturges stimmte ihnen nicht zu, und die Slapstick-Teile gehörten später zu den Höhepunkten des Films.
- Preston Sturges schrieb das Drehbuch in Reno, Nevada, in Erwartung seiner dritten Scheidung.
- Trotzdem die Geschichte Monckton Hoffe zu verdanken ist, gibt es die Legende, dass Preston Sturges auf die Idee für diesen Film kam, als er einer seiner Ex-Frauen begegnete und sie nicht erkannte.
- Die PCA (Production Code Administration) lehnte das Drehbuch zunächst ab wegen des „bestimmten Vorschlags einer sexuellen Affäre zwischen den beiden Hauptdarstellern“, dem es an „ausgleichenden moralischen Werten“ mangle. Ein überarbeitetes Skript wurde jedoch genehmigt.
- Zu Beginn verweist Henry Fonda auf die Hilfe eines „Professor Marsdit“. Raymond Ditmars vom American Museum of Natural History war zu dieser Zeit der bekannteste Reptilienexperte des Landes, eine Art Popularisierer, wie Carl Sagan später einer wurde.
- Um die Authentizität zu gewährleisten, lieh Sturges dem Studio sein eigens antikes Sterlingsilber für die noble Dinnerparty, bei der Hopsie / Charles Lady Eve Sidwich zum ersten Mal trifft.
- Barbara Stanwyck war so dünn, dass, als Henry Fonda ihr mit ihrem Schuh half und bemerkte, wie attraktiv ihre Beine wären, sie angewiesen wurde, nach unten zu greifen und den Riemen ihres Schuhs zu berühren, um ihre spindeldürre Wade mit ihrem rechten Arm zu bedecken.
- Ray Milland und Paulette Goddard wurden ursprünglich von Paramount vorgeschlagen, bevor Henry Fonda und Barbara Stanwyck besetzt wurden.
- Der Arbeitstitel dieses Films war „Two Bad Hats“, was auch der Titel von Monckton Hoffe's Originalgeschichte war.
- Der Scheck, den Charles Pike an „Colonel“ Harrington ausstellt, ist vom 29. August. Der 29. August ist der Geburtstag des Regisseurs Preston Sturges.
- Das „Lux Radio Theatre“ sendete am 9. März 1942 eine 60-minütige Radio-Adaption des Films, in der Barbara Stanwyck und Charles Coburn ihre Filmrollen erneute spielten.
- Der Film ist auf Roger Eberts „Great Movies“-Liste enthalten.
- Eine von über 700 Paramount-Produktionen, die zwischen 1929 und 1949 gedreht wurden und 1958 für den Fernsehvertrieb an MCA Inc./Universal verkauft wurden und seitdem im Besitz von MCA sind und von MCA kontrolliert werden. Am 21.11.2006 wurde der Film als einer von 7 Titeln in Universal's „Preston Sturges: The Filmmaker Collection“ veröffentlicht – und als Einzelfilm am 1. Juni 2010 als Teil der „Criterion Collection“. Seitdem wird der Film auch häufig auf Turner Classic Movies ausgestrahlt.
- Die Produktion des Films endete mit nur 2 Tagen Verspätung.
- Joel McCrea,  Madeleine Carroll und Fred MacMurray wurden auch für die Hauptrollen in Betracht gezogen.
- .Das erste von einer langen Reihe von Kostümdesigns von Edith Head für Barbara Stanwyck. Das Hochzeitskleid sorgte für eine Mode-Sensation. So sehr, dass es für Bräute kopiert und das „Lady Eve Kleid“ genannt wurde.[9]